# Storena aleipata
Storena aleipata är en spindelart som beskrevs av Marples 1955. Storena aleipata ingår i släktet Storena och familjen Zodariidae.
Artens utbredningsområde är Samoa. Inga underarter finns listade i Catalogue of Life.